# Муртазалиев, Сагид Магомедович
Сагид Магомедович Муртазалиев (авар. Сагӏид Муртазгӏалиев; род. 11 марта 1974, Махачкала) — российский и украинский борец вольного стиля. Чемпион Олимпийских игр 2000 года в Сиднее, чемпион мира 1999 года, чемпион Европы 2000 года, чемпион России, победитель Красноярского турнира имени Ивана Ярыгина в 1999 году, победитель Игр доброй воли 1998 года. Заслуженный мастер спорта России. По национальности — аварец.
Депутат Народного собрания Республики Дагестан, с 2010 по 2015 год возглавлял отделение Пенсионного фонда России по Республике Дагестан.
Находится в международном розыске по подозрению в совершении тяжких преступлений.

## Ранние годы, юность
Родился 11 марта 1974 года в Махачкале. Отец и мать — уроженцы Цумадинского района. У Сагида четыре брата и одна сестра. В детстве жил в городе Кизляр, где в 1986 году начал заниматься вольной борьбой. Его первым тренером стал Магомед Омарович Абдалов. В 1988 году, по рекомендации тренера переехал в Махачкалу, где тренером стал Иманмурза Алиев. Появились первые успехи — в 1992 году Муртазалиев выиграл чемпионат России среди юношей. Вскоре тренер Алиев уехал работать в Турцию, а Муртазалиев уехал на Украину в Киев. Последующие несколько лет выступал за сборную Украины, в том числе и на Олимпийских играх в Атланте в 1996 году, где занял 7-е место.
Образование высшее: в 2002 году окончил Дагестанский государственный педагогический университет, спортивно-педагогический факультет.

## 1996—2000 годы
В 1996 году Муртазалиев возвратился в Дагестан. Он женился, стал усиленно тренироваться. После автомобильной аварии восстановление заняло почти один год, затем был привлечён к уголовной ответственности, в результате чего провёл под стражей почти 6 месяцев.
1998—2000 годы были наиболее успешными для спортсмена. Муртазалиев выиграл многие спортивные турниры, в которых ему довелось участвовать.
- Чемпионат мира в 1999 году,
- Чемпионат России 2000 году,
- Чемпионат Европы в 2000 году.

Завоевал также серебро на чемпионате России 1999 года и бронзу на турнире им. Ярыгина 2000 года. В завершение серии международных спортивных побед стал олимпийским чемпионом в категории 97 кг в Сиднее.
В 2002 году получил ножевое ранение в область сердца, после чего в соревнованиях не участвовал.

## Общественная, политическая деятельность
- в 2002 году был назначен заместителем министра природных ресурсов и экологии РД.
- в марте 2003 года был избран депутатом Народного собрания Республики Дагестан третьего созыва.
- в марте 2007 был избран главой Кизлярского района Республики Дагестан.
- в апреле 2010 года назначен руководителем отделения Пенсионного фонда России по Республике Дагестан[4].
- В марте 2011 года избран депутатом Народного Собрания Республики Дагестан пятого созыва от партии Единая Россия (номер 22 в списке)[5].

В 2004—2005 годах вместе с Гаджи Махачевым, и мэром Хасавюрта Сайгидпашой Умахановым входил в политическую группу, именуемую в народе «Северный альянс». Альянс ставил своей целью отставку председателя Государственного Совета Республики Дагестан Магомедали Магомедова,.
Входит в политсовет Дагестанского регионального отделения партии «Единая Россия».
В феврале 2009 года стал участником конфликта, связанного с назначением Владимира Радченко руководителем Дагестанского отделения Федеральной налоговой службы. Муртазалиев со своей многочисленной охраной сопровождал Радченко, когда последний пытался занять служебный кабинет. «Меня просто попросили, чтобы я обеспечил безопасность Радченко», — пояснил Муртузалиев корреспонденту газеты «Коммерсант».
Учредитель благотворительного фонда имени Сагида Муртазалиева.
В конце февраля 2013 года направил письмо на имя президента МОК Жака Рогге, в котором сообщил, что возвращает свою золотую олимпийскую медаль в знак протеста против принятых исполкомом МОК рекомендаций исключить спортивную борьбу из олимпийской программы.
В ноябре 2015 года уволен с должности управляющего отделением Пенсионного фонда России по Дагестану в связи с объявлением в международный розыск и прекращением доступа к государственной тайне.

## Семья
В 1996 году Сагид женился на Алле, из Кизляра. У супругов пятеро детей: дочери — Камила, Сафия; сыновья — Магомеднаби, Газимагомед и Мухаммад.

## Конфликты с законом
- Летом 1996 года знакомый Муртазалиева, который занимался бизнесом, был убит у подъезда собственного дома. Отец убитого — начальник Махачкалинской школы милиции МВД РФ Гаджимагомед Гаджимагомедов, заподозрил в этом Муртазалиева и его старшего брата. Муртазалиев был задержан и помещён в СИЗО на время следствия, которое длилось почти шесть месяцев. В результате уголовное преследование в отношении Муртазалиева было прекращено[11]. Сам Гаджимагомедов был убит в 2000 году[12].
- В ночь с 13 на 14 января 2002 года Сагид Муртазалиев, отдыхая в сауне московской гостиницы «Орлёнок», повздорил с двумя мужчинами. Один из них ударил спортсмена ножом. Нож задел сердечную оболочку и лёгкое. Раненый Муртазалиев застрелил обоих нападавших. В итоге, уголовное дело против Сагида Муртазалиева было прекращено, поскольку его действия признали самообороной[13].
- В июле 2015 года в СМИ появились сообщения о том, что Сагид Муртазалиев обвиняется в финансировании терроризма и организации нескольких убийств. 29 июля был арестован глава Кизлярского района Виноградов, а в его доме был проведен обыск.[14] Сам Муртазалиев в это время находился в ОАЭ. 10 сентября 2015 года Басманный районный суд Москвы заочно санкционировал его арест.[15]

## Покушения
Вечером 18 ноября 2003 года, неподалёку от дома Муртазалиева в Кизляре, двое мужчин открыли огонь по автомобилю спортсмена. Позже милиционеры насчитали в автомобиле 22 пулевых отверстия. Сагид Муртузалиев не пострадал. Нападавшие скрылись с места преступления и впоследствии не были установлены.
9 июля 2014 года Северо-Кавказский окружной военный суд признал бывшего мэра Махачкалы Саида Амирова заказчиком покушения на Муртазалиева. Согласно приговору, исполнители преступления предполагали сбить самолёт на котором летел Сагид, при помощи переносного зенитно-ракетного комплекса. 18.09.14г. приговор вступил в законную силу.

## Награды и звания
- Заслуженный мастер спорта России,
- Орден «Почёта» (2000)